# Ziegelhütte (Ludwigsstadt)
Ziegelhütte ist ein Gemeindeteil der Stadt Ludwigsstadt im Landkreis Kronach (Oberfranken, Bayern).

## Geographie
Die Einöde liegt in der Nähe der Höhe (696 m ü. NHN), einer Erhebung des Frankenwaldes. Die Staatsstraße 2209/L 1096 führt nach Steinbach am Wald zur Bundesstraße 85 (2,7 km südwestlich) bzw. nach Lehesten (4,2 km nordöstlich). Die Kreisstraße KC 24 führt nach Lauenhain (1,1 km nördlich) bzw. nach Reichenbach (2,8 km südlich). Eine Gemeindeverbindungsstraße führt nach Lauenhain zur KC 24 (0,7 km nördlich).

## Geschichte
Ziegelhütte gehörte zur Realgemeinde Lauenhain. Gegen Ende des 18. Jahrhunderts übte das bayreuthische Amt Lauenstein das Hochgericht aus. Die Grundherrschaft hatte das Kastenamt Lauenstein inne.
Von 1797 bis 1808 unterstand der Ort dem Justiz- und Kammeramt Lauenstein. Mit dem Gemeindeedikt wurde Ziegelhütte dem 1808 gebildeten Steuerdistrikt Ludwigsstadt und der 1818 gebildeten Ruralgemeinde Lauenhain zugewiesen. Am 1. Januar 1978 wurde Ziegelhütte im Zuge der Gebietsreform in Bayern nach Ludwigsstadt eingegliedert.

### Einwohnerentwicklung
| Jahr      | 001804 | 001818 | 001861 | 001871 | 001885 | 001900 | 001925 | 001950 | 001961 | 001970 | 001987 |
| Einwohner | 7      | *      | 4      | 11     | 7      | 12     | 12     | 18     | 10     | 11     | 0      |
| Häuser    | 1      | *      |        |        | 2      | 2      | 2      | 2      | 2      |        | 2      |
| Quelle    | [ 7 ]  | [ 5 ]  | [ 8 ]  | [ 9 ]  | [ 10 ] | [ 11 ] | [ 12 ] | [ 13 ] | [ 14 ] | [ 15 ] | [ 1 ]  |

## Religion
Der Ort ist evangelisch-lutherisch geprägt und gehört zur Kirchengemeinde St. Franziskus (Lauenhain), die eine Filiale von Ludwigsstadt ist.